# نهر سوخونا

خريطة حوض دفينا الشمالي. يظهر من خلالها نهر سوخونا

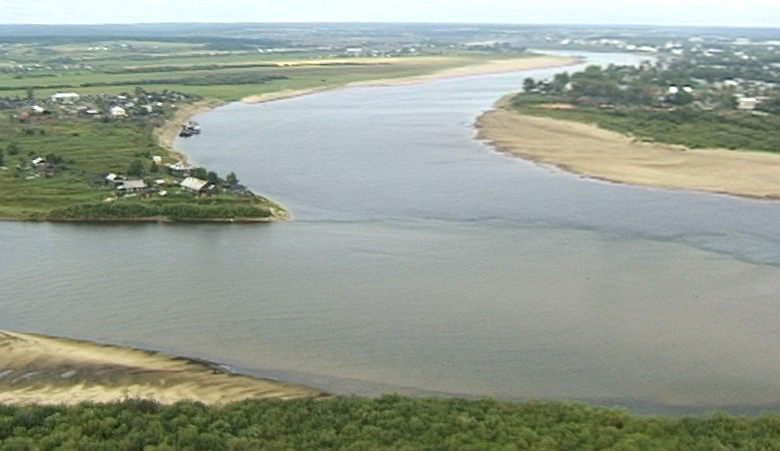
يبدأ نهر دفينا الشمالي عند التقاء يوغ (يسار) وسوخونا (أعلى) في بلدة فيليكي أوستيوغ

سوخونا (الروسية: Су́хона) هو نهر يقع في الجزء الأوروبي من روسيا، أحد روافد نهر دفينا الشمالي. تبلغ مساحته 558 كيلومتر (347 ميل)، ومساحة حوضه 50,300 كيلومتر مربع (19,400 ميل2). ينضم سوخونا إلى نهر يوغ بالقرب من بلدة فيليكي أوستيوغ، ويشكل نهر دفينا الشمالي، أحد أكبر أنهار روسيا الأوروبية.

## التسمية
حسب قاموس ماكس فاسمر، و اسم سوخونا مشتق من اللغة الروسية، ويعني على الأرجح «نهر بقاع جاف (صلب)».

## الجغرافيا الطبيعية
يتألف حوض نهر سوخونا من مساحات شاسعة في الأجزاء الوسطى والشرقية من فولوغدا أوبلاست، وفي جنوب أوبلاست أرخانغلسك، وفي شمال كوستروما أوبلاست. على وجه الخصوص، تقع مدينة فولوغدا في حوض نهر سوخونا. يشمل الحوض أيضًا بحيرة كوبنسكوي، إحدى أكبر بحيرات فولوغدا أوبلاست. يحد حوض النهر من الجنوب الجزء الغربي من التلال الشمالية، الذي يفصل بين حوضي سوخونا وكوستروما. من الشمال، يحد حوض نهر سوخونا في الجزء الغربي من سلسلة تل خاروفسك ريدج التي تفصله عن حوض نهر فاغا.
تقع على ضفاف نهر سوخونا مدن سوكول وتوتما وفيليكي أوستيوغ، فضلا عن القرى ومراكز منطقة شيسكو ونيكسينيتسا.
يقع منبع نهر سوخونا في الجزء الجنوبي الشرقي من بحيرة كوبنسكوي. يمتد معظم مجرى النهر فوق المناظر الطبيعية الجبلية. يتجمد نهر سوخونا في أواخر أكتوبر - نوفمبر ويظل تحت الجليد حتى أواخر أبريل - أوائل مايو.

## الملاحة والقنوات
نهر سوخونا صالح للملاحة، لكن لا يوجد نقل للركاب باستثناء معابر العبارات. المسار السفلي من نهر كوبينا وبحيرة كوبنسكوي صالح للملاحة أيضًا. الجزء الشمالي من بحيرة كوبنسكوي، الذي ينتمي إلى حوض سوخونا، متصل بقناة دفينا الشمالية مع بلدة كيريلوف وشكسنا، وبالتالي يربط بين أحواض البحر الأبيض ونهر الفولغا. في القرن التاسع عشر، كانت القناة وبحيرة كوبنسكوي هي الممر المائي الرئيسي الذي يربط نهر الفولجا بالبحر الأبيض. ومع ذلك، في الثلاثينيات من القرن الماضي، تم بناء قناة البحر الأبيض إلى بحر البلطيق، وفقدت قناة دفينا الشمالية أهميتها. القناة لا تزال تعمل، وتخدم حركة نقل البضائع والسفن السياحية في بعض الأحيان، والتي تتجه بعد ذلك إلى بحيرة كوبنسكوي.

## تاريخ
كانت المنطقة مأهولة في الأصل من قبل الشعوب الفنلندية الأوغرية، ثم استعمرتها جمهورية نوفغورود، باستثناء فيليكي أوستيوغ، التي كانت جزءًا من إمارة فلاديمير سوزدال. في القرن الثالث عشر، وصل تجار نوفغورود إلى البحر الأبيض. كانت المنطقة جذابة في المقام الأول بسبب تجارة الفراء. كان الممر المائي الرئيسي من نوفغورود إلى نهر دفينا الشمالي على طول نهر الفولجا وروافده.
حتى القرن الثامن عشر الميلادي، كانت أرخانجيلسك هي الميناء التجاري الرئيسي للتجارة البحرية لروسيا وأوروبا الغربية، وكان نهر سوخونا على الطريق التجاري الرئيسي الذي يربط وسط روسيا بأرخانجيلسك. غيّر بطرس الأكبر الوضع بشكل جذري، من خلال تأسيس مدينة سانت بطرسبرغ عام 1703، وبالتالي فتح الطريق أمام تجارة بحر البلطيق، ومن خلال بناء الطريق السريع بين سانت بطرسبرغ وأرخانجيلسك عبر كارغوبول. سرعان ما فقد النهر دوره باعتباره الطريق التجاري الرائد، والذي تسارعت وتيرته من خلال بناء خط السكة الحديد بين فولوغدا وأرخانجيلسك بين عامي 1894 و 1897.